# 9e étape du Tour d'Italie 2015
Pour un article plus général, voir Tour d'Italie 2015.
La 9e étape du Tour d'Italie 2015 s'est déroulée le dimanche 17 mai 2015. Elle part de Bénévent et arrive à San Giorgio del Sannio après 215 km.

## Parcours
Cette neuvième étape se déroule sous la forme d'une étape en ligne entre Bénévent et San Giorgio del Sannio. Elle est classée moyenne montagne par les organisateurs, le parcours comprend trois côtes ou cols classées en deuxième (Monte Terminio (km 97.5), Passo Serra (km 203,4) ) et première catégorie (Colle Molella (km 127) ).

## Résultats

### Classement de l'étape
| Classement de l'étape | Classement de l'étape | Classement de l'étape | Classement de l'étape | Classement de l'étape |
|                       | Coureur               | Pays                  | Équipe                | Temps                 |
| --------------------- | --------------------- | --------------------- | --------------------- | --------------------- |
| 1er                   | Paolo Tiralongo       | Italie                | Astana                | en 5 h 50 min 31 s    |
| 2e                    | Steven Kruijswijk     | Pays-Bas              | Lotto NL-Jumbo        | + 21 s                |
| 3e                    | Simon Geschke         | Allemagne             | Giant-Alpecin         | + 23 s                |
| 4e                    | Amaël Moinard         | France                | BMC Racing            | + 23 s                |
| 5e                    | Jesús Herrada         | Espagne               | Movistar              | + 23 s                |
| 6e                    | Carlos Betancur       | Colombie              | AG2R La Mondiale      | + 23 s                |
| 7e                    | Tom-Jelte Slagter     | Pays-Bas              | Cannondale-Garmin     | + 23 s                |
| 8e                    | Kenny Elissonde       | France                | FDJ                   | + 23 s                |
| 9e                    | Ryder Hesjedal        | Canada                | Cannondale-Garmin     | + 27 s                |
| 10e                   | Fabio Aru             | Italie                | Astana                | + 56 s                |
| modifier              |                       |                       |                       |                       |

### Points attribués
|   | Cycliste        | Nat     | Équipe            | Pts | Bonif |
| - | --------------- | ------- | ----------------- | --- | ----- |
| 1 | Ryder Hesjedal  | Canada  | Cannondale-Garmin | 10  | 3 s   |
| 2 | Amaël Moinard   | France  | BMC Racing        | 6   | 2 s   |
| 3 | Jesús Herrada   | Espagne | Movistar          | 3   | 1 s   |
| 4 | Kenny Elissonde | France  | FDJ               | 2   |       |
| 5 | Maxim Belkov    | Russie  | Katusha           | 1   |       |

|   | Cycliste          | Nat       | Équipe            | Pts | Bonif |
| - | ----------------- | --------- | ----------------- | --- | ----- |
| 1 | Tom-Jelte Slagter | Pays-Bas  | Cannondale-Garmin | 8   | 3 s   |
| 2 | Maxim Belkov      | Russie    | Katusha           | 4   | 2 s   |
| 3 | Simon Geschke     | Allemagne | Giant-Alpecin     | 1   | 1 s   |
| 4 | Jesús Herrada     | Espagne   | Movistar          | 2   |       |
| 5 | Ryder Hesjedal    | Canada    | Cannondale-Garmin | 1   |       |

| - Sprint final de San Giorgio del Sannio (km 215) \| \| Cycliste \| Nat \| Équipe \| Points \| Bonif \| \| -- \| ----------------- \| --------- \| ----------------- \| ------ \| ----- \| \| 1 \| Paolo Tiralongo \| Italie \| Astana \| 25 \| 10 s \| \| 2 \| Steven Kruijswijk \| Pays-Bas \| Lotto NL-Jumbo \| 18 \| 6 s \| \| 3 \| Simon Geschke \| Allemagne \| Giant-Alpecin \| 12 \| 4 s \| \| 4 \| Amaël Moinard \| France \| BMC Racing \| 8 \| \| \| 5 \| Jesús Herrada \| Espagne \| Movistar \| 6 \| \| \| 6 \| Carlos Betancur \| Colombie \| AG2R La Mondiale \| 5 \| \| \| 7 \| Tom-Jelte Slagter \| Pays-Bas \| Cannondale-Garmin \| 4 \| \| \| 8 \| Kenny Elissonde \| France \| FDJ \| 3 \| \| \| 9 \| Ryder Hesjedal \| Canada \| Cannondale-Garmin \| 2 \| \| \| 10 \| Fabio Aru \| Italie \| Astana \| 1 \| \| |                   |           |                   |        |       |
| | Cycliste          | Nat       | Équipe            | Points | Bonif |
| 1 | Paolo Tiralongo   | Italie    | Astana            | 25     | 10 s  |
| 2 | Steven Kruijswijk | Pays-Bas  | Lotto NL-Jumbo    | 18     | 6 s   |
| 3 | Simon Geschke     | Allemagne | Giant-Alpecin     | 12     | 4 s   |
| 4 | Amaël Moinard     | France    | BMC Racing        | 8      |       |
| 5 | Jesús Herrada     | Espagne   | Movistar          | 6      |       |
| 6 | Carlos Betancur   | Colombie  | AG2R La Mondiale  | 5      |       |
| 7 | Tom-Jelte Slagter | Pays-Bas  | Cannondale-Garmin | 4      |       |
| 8 | Kenny Elissonde   | France    | FDJ               | 3      |       |
| 9 | Ryder Hesjedal    | Canada    | Cannondale-Garmin | 2      |       |
| 10 | Fabio Aru         | Italie    | Astana            | 1      |       |

### Cols et côtes
|   | Cycliste          | Pays      | Équipe            | Points |
| - | ----------------- | --------- | ----------------- | ------ |
| 1 | Simon Geschke     | Allemagne | Giant-Alpecin     | 15     |
| 2 | Carlos Betancur   | Colombie  | AG2R La Mondiale  | 8      |
| 3 | Paolo Tiralongo   | Italie    | Astana            | 6      |
| 4 | Steven Kruijswijk | Pays-Bas  | Lotto NL-Jumbo    | 4      |
| 5 | Ryder Hesjedal    | Canada    | Cannondale-Garmin | 2      |
| 6 | Amaël Moinard     | France    | BMC Racing        | 1      |

|   | Cycliste          | Pays      | Équipe            | Points |
| - | ----------------- | --------- | ----------------- | ------ |
| 1 | Simon Geschke     | Allemagne | Giant-Alpecin     | 35     |
| 2 | Carlos Betancur   | Colombie  | AG2R La Mondiale  | 18     |
| 3 | Steven Kruijswijk | Pays-Bas  | Lotto NL-Jumbo    | 12     |
| 4 | Paolo Tiralongo   | Italie    | Astana            | 9      |
| 5 | Ryder Hesjedal    | Canada    | Cannondale-Garmin | 6      |
| 6 | Amaël Moinard     | France    | BMC Racing        | 4      |
| 7 | Jesús Herrada     | Espagne   | Movistar          | 2      |
| 8 | Kenny Elissonde   | France    | FDJ               | 1      |

| - Passo Serra, 2e catégorie (km 203,4) \| \| Cycliste \| Pays \| Équipe \| Points \| \| - \| ----------------- \| -------- \| ----------------- \| ------ \| \| 1 \| Tom-Jelte Slagter \| Pays-Bas \| Cannondale-Garmin \| 15 \| \| 2 \| Paolo Tiralongo \| Italie \| Astana \| 8 \| \| 3 \| Steven Kruijswijk \| Pays-Bas \| Lotto NL-Jumbo \| 6 \| \| 4 \| Ryder Hesjedal \| Canada \| Cannondale-Garmin \| 4 \| \| 5 \| Jesús Herrada \| Espagne \| Movistar \| 2 \| \| 6 \| Carlos Betancur \| Colombie \| AG2R La Mondiale \| 1 \| |                   |          |                   |        |
| | Cycliste          | Pays     | Équipe            | Points |
| 1 | Tom-Jelte Slagter | Pays-Bas | Cannondale-Garmin | 15     |
| 2 | Paolo Tiralongo   | Italie   | Astana            | 8      |
| 3 | Steven Kruijswijk | Pays-Bas | Lotto NL-Jumbo    | 6      |
| 4 | Ryder Hesjedal    | Canada   | Cannondale-Garmin | 4      |
| 5 | Jesús Herrada     | Espagne  | Movistar          | 2      |
| 6 | Carlos Betancur   | Colombie | AG2R La Mondiale  | 1      |

### Classement au temps par équipes
| Classement par équipes au temps | Classement par équipes au temps | Classement par équipes au temps | Classement par équipes au temps |
|                                 | Équipe                          | Pays                            | Temps                           |
| ------------------------------- | ------------------------------- | ------------------------------- | ------------------------------- |
| 1re                             | Astana                          | Kazakhstan                      | en 17 h 33 min 30 s             |
| 2e                              | Cannondale-Garmin               | États-Unis                      | + 36 s                          |
| 3e                              | Movistar                        | Espagne                         | + 1 min 52 s                    |
| modifier                        |                                 |                                 |                                 |

### Classement aux points par équipes
| Classement par équipes aux points | Classement par équipes aux points | Classement par équipes aux points | Classement par équipes aux points | Classement par équipes aux points |
|                                   | Équipes                           | Pays                              |                                   | Point(s)                          |
| --------------------------------- | --------------------------------- | --------------------------------- | --------------------------------- | --------------------------------- |
| 1re                               | Astana                            | Kazakhstan                        |                                   | 59                                |
| 2e                                | Lotto NL-Jumbo                    | Pays-Bas                          |                                   | 35                                |
| 3e                                | Cannondale-Garmin                 | États-Unis                        |                                   | 34                                |
| modifier                          |                                   |                                   |                                   |                                   |

## Classements à l'issue de l'étape

### Classement général
| Classement final général | Classement final général | Classement final général | Classement final général | Classement final général |
|                          | Coureur                  | Pays                     | Équipe                   | Temps                    |
| ------------------------ | ------------------------ | ------------------------ | ------------------------ | ------------------------ |
| 1er                      | Alberto Contador         | Espagne                  | Tinkoff-Saxo             | en 38 h 31 min 35 s      |
| 2e                       | Fabio Aru                | Italie                   | Astana                   | + 3 s                    |
| 3e                       | Richie Porte             | Australie                | Sky                      | + 22 s                   |
| 4e                       | Mikel Landa              | Espagne                  | Astana                   | + 46 s                   |
| 5e                       | Dario Cataldo            | Italie                   | Astana                   | + 1 min 16 s             |
| 6e                       | Roman Kreuziger          | Tchéquie                 | Tinkoff-Saxo             | + 1 min 46 s             |
| 7e                       | Giovanni Visconti        | Italie                   | Movistar                 | + 2 min 2 s              |
| 8e                       | Rigoberto Urán           | Colombie                 | Etixx-Quick Step         | + 2 min 10 s             |
| 9e                       | Damiano Caruso           | Italie                   | BMC Racing               | + 2 min 20 s             |
| 10e                      | Andrey Amador            | Costa Rica               | Movistar                 | + 2 min 24 s             |
| modifier                 |                          |                          |                          |                          |

### Classement par points
| Classement par points | Classement par points | Classement par points | Classement par points       | Classement par points |
| --------------------- | --------------------- | --------------------- | --------------------------- | --------------------- |
|                       | Coureur               | Pays                  | Équipe                      | Point(s)              |
| 1er                   | Elia Viviani          | Italie                | Sky                         | 78 points             |
| 2e                    | André Greipel         | Allemagne             | Lotto-Soudal                | 75 pts                |
| 3e                    | Marco Bandiera        | Italie                | Androni Giocattoli-Sidermec | 60 pts                |
| 4e                    | Diego Ulissi          | Italie                | Lampre-Merida               | 50 pts                |
| 5e                    | Giacomo Nizzolo       | Italie                | Trek Factory Racing         | 47 pts                |
| modifier              |                       |                       |                             |                       |

### Classement du meilleur grimpeur
| Classement du meilleur grimpeur | Classement du meilleur grimpeur | Classement du meilleur grimpeur | Classement du meilleur grimpeur | Classement du meilleur grimpeur |
| ------------------------------- | ------------------------------- | ------------------------------- | ------------------------------- | ------------------------------- |
|                                 | Coureur                         | Pays                            | Équipe                          | Point(s)                        |
| 1er                             | Simon Geschke                   | Allemagne                       | Giant-Alpecin                   | 50 points                       |
| 2e                              | Beñat Intxausti                 | Espagne                         | Movistar                        | 39 pts                          |
| 3e                              | Steven Kruijswijk               | Pays-Bas                        | Lotto NL-Jumbo                  | 37 pts                          |
| 4e                              | Carlos Betancur                 | Colombie                        | AG2R La Mondiale                | 33 pts                          |
| 5e                              | Paolo Tiralongo                 | Italie                          | Astana                          | 23 pts                          |
| modifier                        |                                 |                                 |                                 |                                 |

### Classement du meilleur jeune
| Classement du meilleur jeune | Classement du meilleur jeune | Classement du meilleur jeune | Classement du meilleur jeune | Classement du meilleur jeune |
|                              | Coureur                      | Pays                         | Équipe                       | Temps                        |
| ---------------------------- | ---------------------------- | ---------------------------- | ---------------------------- | ---------------------------- |
| 1er                          | Fabio Aru                    | Italie                       | Astana                       | en 38 h 31 min 38 s          |
| 2e                           | Davide Formolo               | Italie                       | Cannondale-Garmin            | + 2 min 58 s                 |
| 3e                           | Jan Polanc                   | Slovénie                     | Lampre-Merida                | + 20 min 12 s                |
| 4e                           | Esteban Chaves               | Colombie                     | Orica-GreenEDGE              | + 21 min 19 s                |
| 5e                           | Francesco Manuel Bongiorno   | Italie                       | Bardiani CSF                 | + 22 min 44 s                |
| modifier                     |                              |                              |                              |                              |

### Classements par équipes

#### Classement au temps
| Classement par équipes au temps | Classement par équipes au temps | Classement par équipes au temps | Classement par équipes au temps |
|                                 | Équipe                          | Pays                            | Temps                           |
| ------------------------------- | ------------------------------- | ------------------------------- | ------------------------------- |
| 1re                             | Astana                          | Kazakhstan                      | en 114 h 55 min 59 s            |
| 2e                              | Sky                             | Royaume-Uni                     | + 5 min 58 s                    |
| 3e                              | BMC Racing                      | États-Unis                      | + 6 min 12 s                    |
| modifier                        |                                 |                                 |                                 |

#### Classement aux points
| Classement par équipes aux points | Classement par équipes aux points | Classement par équipes aux points | Classement par équipes aux points | Classement par équipes aux points |
|                                   | Équipes                           | Pays                              |                                   | Point(s)                          |
| --------------------------------- | --------------------------------- | --------------------------------- | --------------------------------- | --------------------------------- |
| 1re                               | Astana                            | Kazakhstan                        |                                   | 247                               |
| 2e                                | Orica-GreenEDGE                   | Australie                         |                                   | 194                               |
| 3e                                | Movistar                          | Espagne                           |                                   | 162                               |
| modifier                          |                                   |                                   |                                   |                                   |

## Abandons
- 127 -  Manabu Ishibashi (Nippo-Vini Fantini) : abandon